# 御坊発電所
御坊発電所（ごぼうはつでんしょ）は、和歌山県御坊市塩屋町南塩屋字富島1-3にある関西電力の石油火力発電所。

## 概要
1970年3月30日に建設を和歌山県へ申し入れ、同年9月10日には基本構想を和歌山県と御坊市へ説明している。
日本で初めて外洋（太平洋）に造られた人工島（1982年7月23日竣工）方式の発電所であり、1984年9月に1号機が運転を開始、3号機までが建設された。
御坊第二火力発電所（総出力440万kW、110万kW発電設備を4基建設予定）の建設計画もあったが、電力自由化の動向もあり建設中止が決定している。
石油火力発電所であるため原油高の影響を受けやすいほか、不況による電力需要の伸び悩みなどにより2号機が長期計画停止されたこともあるなど、稼動率は低い。
関西の電力需要が減少傾向にある中、燃料費などがかさみ高コストのため維持が難しいと判断したため、2号機が2019年4月1日に休止した。

## 発電設備
- 総出力：180万kW[5]
- 敷地面積：約33万m2

1号機
定格出力：60万kW
使用燃料：重油、原油
営業運転開始：1984年（昭和59年）9月14日
2号機(2019年4月1日から休止)
定格出力：60万kW
使用燃料：重油、原油
営業運転開始：1984年（昭和59年）11月2日
3号機
定格出力：60万kW
使用燃料：重油、原油
営業運転開始：1985年（昭和60年）3月1日

## アクセス
- 〒644-0024 和歌山県御坊市塩屋町南塩屋字富島1-3
- 湯浅御坊道路御坊ICから車で約10分
- JRきのくに線御坊駅